# Thorbjørn Harr
Thorbjørn Harr, född 24 maj 1974, är en norsk skådespelare.
Harr blev uppmärksammad redan på skolgården då en anställd från NRK letade unga skådespelare till diverse ungdomsserier. Han blev snabbt känd i ungdomsprogram som Blikkbåx och U och var under samma period med i den populära TV-filmen Frida - med hjertet i hånden från 1991. Senare hade han mindre roller i bland annat Lillelørdag från 1995. Han spelade Jarl Borg i TV-serien Vikings, samt medverkar som den svenska författaren Anton Björnberg i den amerikanska TV-serien Younger där han spelar mot Hilary Duff.

## Teater

### Roller
| År   | Roll            | Produktion               | Regi                 | Teater   |
| 2004 | Håkon Håkonsson | Kungsämnena Henrik Ibsen | Alexander Mørk-Eidem | Dramaten |